# Emily Appleton (quần vợt)
Emily Appleton (sinh ngày 1 tháng 9 năm 1999) là một nữ vận động viên quần vợt người Anh Quốc.
Appleton có thứ hạng cao nhất trên bảng xếp hạng WTA trong sự nghiệp là thứ 419 ở nội dung đơn, đạt được vào ngày 22 tháng 5 năm 2023, và thứ 128 ở nội dung đôi, đạt được vào ngày 12 tháng 6 năm 2023.

## Sự nghiệp thi đấu
Appleton ra mắt nhánh đấu chính của WTA Tour tại Birmingham Classic 2022, đánh cặp cùng với Ali Collins. Ở nội dung đơn nữ, cô để thua trước Lesia Tsurenko ở vòng loại thứ nhất.
Vào tháng 6 năm 2023, cô vượt qua vòng loại của Nottingham Open ở nội dung đơn nữ. Cô để thua ngay tại vòng 1 trước tay vợt nữ số 1 nước Anh, Katie Boulter.

## Chung kết ITF Circuit

### Đơn: 7 (3 danh hiệu, 4 á quân)
| Chú thích                 |
| ------------------------- |
| $100,000 tournaments      |
| $80,000 tournaments       |
| $60,000 tournaments       |
| $40,000 tournaments       |
| $25,000 tournaments (1–0) |
| $15,000 tournaments (2–4) |

| Chung kết theo mặt sân |
| ---------------------- |
| Cứng (2–3)             |
| Đất nện (0–1)          |
| Cỏ (0–0)               |
| Thảm (1–0)             |

| Kết quả | T–B | Thời gian         | Giải đấu                                                            | Cấp độ | Mặt sân  | Đối thủ               | Tỷ số               |
| ------- | --- | ----------------- | ------------------------------------------------------------------- | ------ | -------- | --------------------- | ------------------- |
| Á quân  | 0–1 | Tháng 11 năm 2017 | ITF Pereira, Colombia                                               | 15,000 | Đất nện  | María Herazo González | 5–7, 5–7            |
| Á quân  | 0–2 | Tháng 1 năm 2018  | ITF Fort-de-France, Martinique                                      | 15,000 | Cứng     | Leonie Küng           | 4–6, 6–2, 4–6       |
| Vô địch | 1–2 | Tháng 8 năm 2018  | ITF Dublin, Cộng hòa Ireland                                        | 15,000 | Thảm     | Sasha Hill            | 6–4, 6–3            |
| Vô địch | 2–2 | Tháng 8 năm 2018  | ITF Gimcheon, Hàn Quốc                                              | 15,000 | Cứng     | Ahn Yu-jin            | 6–4, 3–6, 6–2       |
| Á quân  | 2–3 | Tháng 3 năm 2019  | ITF Cancún, México                                                  | 15,000 | Cứng     | Montserrat González   | 7–6(2), 1–6, 3–6    |
| Á quân  | 2–4 | Tháng 4 năm 2019  | ITF Cancún, México                                                  | 15,000 | Cứng     | Natsumi Kawaguchi     | 6–7(2), 7–6(2), 3–6 |
| Vô địch | 3–4 | Tháng 10 năm 2022 | GB Pro-Series Loughborough, Vương quốc Liên hiệp Anh và Bắc Ireland | 25,000 | Cứng (i) | Nigina Abduraimova    | 6–4, 6–4            |

### Đôi: 36 (14 danh hiệu, 22 á quân)
| Legend                      |
| --------------------------- |
| $100,000 tournaments (0–1)  |
| $80,000 tournaments         |
| $60,000 tournaments (2–1)   |
| $40,000 tournaments         |
| $25,000 tournaments (2–8)   |
| $15,000 tournaments (10–12) |

| Chung kết theo mặt sân |
| ---------------------- |
| Cứng (6–12)            |
| Đất nện (7–8)          |
| Cỏ (0–0)               |
| Thảm (1–2)             |

| Kết quả | T–B   | Thời gian         | Giải đấu                                   | Cấp độ  | Mặt sân  | Người đánh cặp         | Đối thủ                                   | Tỷ số                   |
| ------- | ----- | ----------------- | ------------------------------------------ | ------- | -------- | ---------------------- | ----------------------------------------- | ----------------------- |
| Á quân  | 0–1   | Tháng 8 năm 2016  | ITF Cali, Colombia                         | 10,000  | Đất nện  | Naomi Totka            | Fernanda Brito Camila Giangreco Campiz    | 1–6, 4–6                |
| Á quân  | 0–2   | Tháng 7 năm 2017  | ITF Dublin, Cộng hòa Ireland               | 15,000  | Thảm     | Quinn Gleason          | Giorgia Marchetti Rosalie van der Hoek    | 5–7, 4–6                |
| Vô địch | 1–2   | Tháng 9 năm 2017  | ITF Buenos Aires, Argentina                | 15,000  | Đất nện  | María Carlé            | Julieta Estable Melina Ferrero            | 6–3, 6–1                |
| Vô địch | 2–2   | Tháng 10 năm 2017 | ITF Hilton Head, Hoa Kỳ                    | 15,000  | Đất nện  | Caty McNally           | Kylie Collins Meg Kowalski                | 7–5, 6–3                |
| Vô địch | 3–2   | Tháng 11 năm 2017 | ITF Pereira, Colombia                      | 15,000  | Đất nện  | María Herazo González  | Kerrie Cartwright Kariann Pierre-Louis    | 7–5, 2–6, [10–7]        |
| Vô địch | 4–2   | Tháng 11 năm 2017 | ITF Cúcuta, Colombia                       | 15,000  | Đất nện  | María Portillo Ramírez | Sofía Múnera Sánchez Noelia Zeballos      | 6–3, 7–6(2)             |
| Á quân  | 4–3   | Tháng 12 năm 2017 | ITF Manta, Ecuador                         | 15,000  | Cứng     | María Herazo González  | María Portillo Ramírez Sofia Sewing       | 1–6, 3–6                |
| Á quân  | 4–4   | Tháng 1 năm 2018  | ITF Fort-de-France, Martinique             | 15,000  | Cứng     | Caty McNally           | Rasheeda McAdoo Amy Zhu                   | 5–7, 6–7(5)             |
| Vô địch | 5–4   | Tháng 1 năm 2018  | ITF Petit-Bourg, Guadeloupe                | 15,000  | Cứng     | Caty McNally           | Shelby Talcott Amy Zhu                    | 6–3, 6–0                |
| Vô địch | 6–4   | Tháng 2 năm 2018  | ITF Solarino, Ý                            | 15,000  | Thảm     | Quinn Gleason          | Mathilde Armitano Maria Masini            | 3–6, 7–5, [10–8]        |
| Á quân  | 6–5   | Tháng 3 năm 2018  | ITF Heraklion, Hy Lạp                      | 15,000  | Đất nện  | Mia Eklund             | Emilie Francati Maria Jespersen           | 5–7, 6–4, [8–10]        |
| Vô địch | 7–5   | Tháng 5 năm 2018  | ITF Tacarigua, Trinidad và Tobago          | 15,000  | Cứng     | María Portillo Ramírez | Kerrie Cartwright Kariann Pierre-Louis    | 6–4, 6–3                |
| Vô địch | 8–5   | Tháng 7 năm 2018  | ITF Den Haag, Hà Lan                       | 15,000  | Đất nện  | Ida Jarlskog           | Dasha Ivanova Julyette Steur              | 6–4, 6–0                |
| Á quân  | 8–6   | Tháng 7 năm 2018  | ITF Amstelveen, Hà Lan                     | 15,000  | Đất nện  | Dasha Ivanova          | Marlies Szupper Eva Vedder                | 3–6, 4–6                |
| Á quân  | 8–7   | Tháng 8 năm 2018  | ITF Dublin, Cộng hòa Ireland               | 15,000  | Thảm     | Lisa Ponomar           | Karola Bejenaru Julia Kimmelmann          | 3–6, 6–2, [7–10]        |
| Á quân  | 8–8   | Tháng 8 năm 2018  | ITF Gimcheon, Hàn Quốc                     | 15,000  | Cứng     | Joanna Garland         | Jung So-hee Kim Mi-ok                     | 7–6(5), 6–7(5), [12–14] |
| Á quân  | 8–9   | Tháng 1 năm 2019  | ITF Fort-de-France, Martinique             | 15,000  | Cứng     | Dalayna Hewitt         | Eleni Kordolaimi Alice Tubello            | 3–6, 7–5, [4–10]        |
| Vô địch | 9–9   | Tháng 3 năm 2019  | ITF Cancún, México                         | 15,000  | Cứng     | María Portillo Ramírez | Dasha Ivanova Alexandra Perper            | 7–6(4), 6–4             |
| Á quân  | 9–10  | Tháng 4 năm 2019  | ITF Cancún, México                         | 15,000  | Cứng     | María Portillo Ramírez | Natsumi Kawaguchi Maya Tahan              | 1–6, 2–6                |
| Á quân  | 9–11  | Tháng 5 năm 2019  | ITF Singapore                              | 25,000  | Cứng     | Catherine Harrison     | Paige Hourigan Aldila Sutjiadi            | 1–6, 6–7(5)             |
| Á quân  | 9–12  | Tháng 10 năm 2019 | Open Andrézieux-Bouthéon, Pháp             | 15,000  | Cứng     | Yuriko Miyazaki        | Valentina Losciale Carla Touly            | 5–7, 3–6                |
| Á quân  | 9–13  | Tháng 10 năm 2019 | ITF Dallas, Hoa Kỳ                         | 25,000  | Cứng     | Jamie Loeb             | Olivia Tjandramulia Marcela Zacarías      | 3–6, 4–6                |
| Á quân  | 9–14  | Tháng 11 năm 2020 | ITF Haabneeme, Estonia                     | 15,000  | Cứng     | Martyna Kubka          | Justina Mikulskytė Lexie Stevens          | 2–6, 1–6                |
| Vô địch | 10–14 | Tháng 5 năm 2021  | ITF Jerusalem, Israel                      | 15,000  | Cứng     | Alicia Barnett         | Jenny Dürst Nina Stadler                  | 6–4, 2–6, [11–9]        |
| Vô địch | 11–14 | Tháng 10 năm 2021 | ITF Florence, Hoa Kỳ                       | 25,000  | Cứng     | Yuriko Miyazaki        | Robin Anderson Elysia Bolton              | 6–3, 1–6, [10–8]        |
| Á quân  | 11–15 | Tháng 1 năm 2022  | GB Pro-Series Loughborough, Vương quốc Anh | 25,000  | Cứng (i) | Ali Collins            | Anna Gabric Arina Vasilescu               | 4–6, 5–7                |
| Á quân  | 11–16 | Tháng 2 năm 2022  | ITF Mâcon, Pháp                            | 25,000  | Cứng (i) | Ali Collins            | Xenia Knoll Andreea Mitu                  | 1–6, 1–6                |
| Vô địch | 12–16 | Tháng 3 năm 2022  | Open de Touraine, Pháp                     | 25,000  | Cứng (i) | Ali Collins            | Mona Barthel Yanina Wickmayer             | 2–6, 6–4, [10–6]        |
| Á quân  | 12–17 | Tháng 6 năm 2022  | ITF Périgueux, Pháp                        | 25,000  | Đất nện  | Alexandra Osborne      | Rebeca Pereira Daniela Seguel             | 4–6, 1–6                |
| Á quân  | 12–18 | Tháng 7 năm 2022  | Liepāja Open, Latvia                       | 60,000  | Đất nện  | Prarthana Thombare     | Dalila Jakupović Ivana Jorović            | 4–6, 3–6                |
| Á quân  | 12–19 | Tháng 8 năm 2022  | ITF Vrnjačka Banja, Serbia                 | 25,000  | Đất nện  | Prarthana Thombare     | Cristina Dinu Valeriya Strakhova          | 1–6, 6–4, [8–10]        |
| Á quân  | 12–20 | Tháng 1 năm 2023  | ITF Naples, Hoa Kỳ                         | 25,000  | Đất nện  | Quinn Gleason          | Reese Brantmeier Makenna Jones            | 4–6, 2–6                |
| Á quân  | 12–21 | Tháng 2 năm 2023  | GB Pro-Series Bath, Vương quốc Anh         | 25,000  | Cứng (i) | Isabelle Haverlag      | Lauryn John-Baptiste Katarína Strešnaková | 6–7(4), 4–6             |
| Vô địch | 13–21 | tháng 4 năm 2023  | Chiasso Open, Thụy Sĩ                      | 60,000  | Đất nện  | Julia Lohoff           | Andreea Mitu Nadia Podoroska              | 6–1, 6–2                |
| Á quân  | 13–22 | tháng 5 năm 2023  | Wiesbaden Open, Đức                        | 100,000 | Đất nện  | Julia Lohoff           | Jaimee Fourlis Olivia Gadecki             | 1–6, 4–6                |
| Vô địch | 14–22 | tháng 5 năm 2023  | Grado Tennis Cup, Ý                        | 60,000  | Dất nện  | Julia Lohoff           | Sofya Lansere Anna Sisková                | 3–6, 6–4, [11–9]        |